# 신푸구 (신저우시)
신푸구(한국어: 흔부구, 중국어: 忻府区, 병음: Xīnfǔ Qū)는 중화인민공화국 산시성 신저우시의 행정구역이다. 넓이는 1954km2이고, 인구는 2007년 기준으로 520,000명이다.

## 행정 구역
3개 가도, 6개 진, 11개 향을 관할한다.
- 가도: 南城街道, 长征街街道, 新建路街道
- 진: 播明镇, 奇村镇, 三交镇, 庄磨镇, 豆罗镇, 董村镇
- 향: 曹张乡, 高城乡, 秦城乡, 解原乡, 合索乡, 阳坡乡, 兰村乡, 紫岩乡, 西张乡, 东楼乡, 北义井乡